# Red Ušakova
Red Ušakova je visoko mornariško odlikovanje Sovjetske zveze, ki je bilo ustanovljeno 3. marca 1944 in je poimenovano po admiralu Fjodoru Fjodoroviču Ušakovu, zmagovalcu nad turško mornarico leta 1798.
Red je namenjen pomorskim častnikom za izjemno načrtovanje in izvedbo pomorskih operacij, ki so pripomogle k velikemu uničenju sovražnikovih sil.

## Kriteriji
Red 1. razreda je bil podeljen častnikom za organizacijo in aktivno vodenje pomorskih operacij, red 2. razreda pa za aktivno udeležbo v pomorskih operacij.

## Opis

### Red Ušakova 1. razreda
Red je iz platine in zlata ter je modro emajliran.

### Red Ušakova 2. razreda
Red je iz zlata in srebra ter je modro emajliran.

## Nadomestne oznake
Nadomestna oznaka za red Ušakova 1. razreda je bel trak z 5 mm svetlomodrim trakom v sredini in 1.5 mm svetlomodrima robovoma. Nadomestna oznaka za red Ušakova 2. razreda je bil bel trak z dvema svetlomodrima trakoma ob strani.

## Nosilci
Med drugo svetovno vojno je bilo podeljenih 50 redov 1. razreda in okoli 200 2. razreda.